# Microcharon hercegovinensis
Microcharon hercegovinensis là một loài chân đều trong họ Microparasellidae. Loài này được Karaman miêu tả khoa học năm 1959.